# Antonina Khoudiakova
Pour les articles homonymes, voir Khoudiakova.
Antonina Khoudiakova (russe : Антонина Худякова ; 20 juin 1917 – 17 décembre 1998) est une lieutenant-cheffe et adjointe de la commandante de l'escadron du 588 NBAP, 325e division d'aviation de bombardiers de nuit, 4e Armée et Force aérienne de défense sur le deuxième front biélorusse pendant la Seconde Guerre mondiale. Pour son service dans l'armée lui a été décerné le titre d'Héroïne de l'Union soviétique, le 15 mai 1946,.

## Enfance et éducation
Antonina Khudyakova est née le 20 juin 1917, dans la ville de Novaïa Sloboda, dans le gouvernement d'Orlovski de l'Empire russe (aujourd'hui Sloboda dans le district de Karachevski, dans l'oblast de Briansk). Elle est diplômée de l'École technique de Bejitsk et de l'École d'aviation de Kherson en 1940. Après avoir obtenu son diplôme, elle travaille comme instructrice au club d'aviation d'Orlovski.

## Carrière militaire
Après avoir rejoint l'Armée rouge en 1941 et terminé sa formation en 1942, elle est envoyée au front en mai, comme adjointe de la commandante de l'escadron du 588 NBAP, rebaptisé en février 1943, 46e Régiment d'aviation de bombardier de la garde de nuit. À la fin de la guerre, ayant survécu de justesse à plusieurs canons anti-aériens, elle est l'auteure de 926 sorties de bombardement des lignes ennemies. Elle reçoit le titre d'Héroïne de l'Union soviétique, le 15 mai 1946 : « Pour l'accomplissement exemplaire de ses missions ; le courage, la bravoure et l'héroïsme montré dans la lutte contre les envahisseurs fascistes » en plus de l'Ordre de Lénine, de l'Ordre du Drapeau rouge, de l'Ordre de la Guerre Patriotique première classe, et de diverses médailles de jubilé ; l'histoire de ses combats sont publiés dans le deuxième numéro de Heroines, un magazine soviétiques.

## Après-guerre
Après la Seconde Guerre mondiale, elle reste réserviste et est diplômé de la Zhukovsky Air Force Engineering Academy. Finalement, elle devient professeur agrégée en ingénierie ; elle rejoint le Parti communiste de l'Union soviétique en 1952. En 1961, elle déménagé à Oleksandria dans l'Oblast de Kirovohrad en Ukraine et y vit jusqu'à sa mort en décembre 1998.

## Distinctions
- Héros de l'Union soviétique
- Ordre de Lénine
- Ordre du Drapeau rouge
- Ordre de la Guerre patriotique, 1re classe
- Médaille pour la victoire sur l'Allemagne dans la Grande Guerre patriotique de 1941-1945
- Médaille pour la Libération de Varsovie

## Hommages
- Une plaque commémorative est apposée sur sa maison d'Oleksandria[6].
- À Karatchev, dans l'Allée des Héros, un buste en bronze créé par Alexander Romaszevski est érigé[7].